# Zisterzienserinnenabtei Hemelsdaele
Die Zisterzienserinnenabtei Hemelsdaele (auch: Hemelsdael oder Hemelsdale) war von 1237 bis 1796  ein Kloster der Zisterzienserinnen nacheinander in Esen, östlich Diksmuide (1237–1270),  in Zillebeke, südöstlich Ieper (1270–1295), in Werken, Kortemark (1295–1575), in Diksmuide (1607–1671) und zuletzt in Brügge (1671–1804), Provinz Westflandern, in Belgien. Sie ist nicht mit der Abtei Hemelsdaal in Ophoven, Kinrooi, zu verwechseln, dem Vorgängerkloster der Zisterzienserinnenabtei Dalheim.

## Geschichte
Das 1237 gestiftete Kloster Hemelsdaele („Himmelstal“) wurde mit Hilfe der Zisterzienserinnenabtei Marquette besiedelt. Es wurde viermal verlegt, lebte aber überwiegend im belgischen Westhoek. In Brügge wurde das Kloster 1796 durch die Französische Revolution aufgelöst. Die Dames de l’Instruction Chrétienne de Gand / Zusters van het Christelijk Onderwijs, der von Agathe Verhelle (1786–1838) begründete belgische Zweig der Gesellschaft vom Heiligen Herzen Jesu (Sacré-Cœur), kauften 1829 die Klostergebäude in Brügge und eröffneten ein Erziehungsinstitut, das den Namen Hemelsdaele behielt und in Form von verschiedenen Schulen bis in die Gegenwart forttrug.